# Columbina talpacoti
Columbina talpacoti е вид птица от семейство Гълъбови (Columbidae).

## Разпространение
Видът е разпространен в Аржентина, Белиз, Боливия, Бонер, Синт Еустациус, Саба, Бразилия, Венецуела, Гватемала, Гвиана, Еквадор, Колумбия, Коста Рика, Мексико, Никарагуа, Панама, Парагвай, Перу, Салвадор, Суринам, САЩ, Тринидад и Тобаго, Уругвай, Френска Гвиана, Хондурас и Чили.